# Auf alles, was uns glücklich macht
Auf alles, was uns glücklich macht (Originaltitel: Gli anni più belli, ital. für „Die schönsten Jahre“) ist ein italienischer Film aus dem Jahr 2020. Regie führte Gabriele Muccino (Ein letzter Kuss, 2001; Das Streben nach Glück, 2006). Der Film kam am 14. Oktober 2021 in die deutschen Kinos.

## Handlung
Giulio, Gemma, Paolo und Riccardo sind seit ihrer Jugend befreundet. Über 40 Jahre lang werden ihre Bestrebungen, Erfolge und Misserfolge erzählt und auch die Veränderungen Italiens und der Italiener erzählt.

## Kritik
Das Lexikon des internationalen Films urteilte: „Der wie ein nostalgisches Fotoalbum aufgebaute Film findet als melancholischer und durch die Persönlichkeiten der Hauptfiguren gefärbter Rückblick […] keine stimmige dramaturgische Kontur; dem beliebig wirkenden Aneinanderreihen biografischer Höhepunkte mangelt es an Vertiefungen.“

## Auszeichnungen
2020 erhielt Auf alles, was uns glücklich macht neun Nominierungen für den italienischen Filmpreis Nastro d’Argento, Darsteller Claudio Santamaria wurde mit einem Sonderpreis (Premio Nino Manfredi) geehrt.
Darüber hinaus gelangte Muccinos Regiearbeit auch in die Vorauswahl für die Golden Globe Awards 2021 („Bester fremdsprachiger Film“).